# Xyris sororia
Xyris sororia är en gräsväxtart som beskrevs av Carl Sigismund Kunth. Xyris sororia ingår i släktet Xyris och familjen Xyridaceae. Inga underarter finns listade i Catalogue of Life.